# Білс Райт
Білс Колман Райт (англ. Beals Coleman Wright; 19 грудня 1879, Бостон — 23 серпня 1961, Елтон, Іллінойс) — американський тенісист, чотириразовий переможець відкритого чемпіонату США, двічі чемпіон літніх Олімпійських ігор 1904.

## Турніри Великого шолома
Загалом Райт виграв 4 турніри Великого шолома

### Вімблдонський турнір
- Парний розряд — фінал (1907)

### Відкритий чемпіонат США
- Одиночний розряд —перемога (1905), фінал (1901, 1906, 1908)
- Парний розряд —перемога (1904-1906), фінал (1901, 1908, 1918)

## Кубок Девіса
Райт входив до складу збірної США на чотирьох розіграшах кубка Девіса. Ця збірна стала фіналісткою турнірів 1905, 1908 та 1911

## Олімпійські ігри
На Іграх 1904 в Сент-Луїсі Райт брав участь в обох турнірах. В індивідуальному став чемпіоном, вигравши п'ять зустрічей поспіль. У парному розряді повторив успіх, граючи разом з Едгаром Леонардом.

## Фінали турнірів Великого шолома

### Одиночний розряд: 4 (1–3)
| Результат | Рік  | Турнір                           | Покриття | Суперник       | Рахунок            |
| --------- | ---- | -------------------------------- | -------- | -------------- | ------------------ |
| Поразка   | 1901 | Відкритий чемпіонат США з тенісу | Трава    | Вільям Ларнд   | 2–6, 8–6, 4–6, 4–6 |
| Перемога  | 1905 | Відкритий чемпіонат США з тенісу | Трава    | Голкомб Ворд   | 6–2, 6–1, 11–9     |
| Поразка   | 1906 | Відкритий чемпіонат США з тенісу | Трава    | Вільям Клотієр | 3–6, 0–6, 4–6      |
| Поразка   | 1908 | Відкритий чемпіонат США з тенісу | Трава    | Вільям Ларнд   | 1–6, 2–6, 6–8      |

### Парний розряд: 7 (3–4)
| Результат | Рік  | Турнір                           | Покриття | Партнер          | Суперники                      | Рахунок                 |
| --------- | ---- | -------------------------------- | -------- | ---------------- | ------------------------------ | ----------------------- |
| Поразка   | 1901 | Відкритий чемпіонат США з тенісу | Трава    | Лео Вер          | Двайт Ф. Девіс Голкомб Ворд    | 3–6, 7–9, 1–6           |
| Перемога  | 1904 | Відкритий чемпіонат США з тенісу | Трава    | Голкомб Ворд     | Крейґ Коллінз Реймонд Д. Літтл | 1–6, 6–2, 3–6, 6–4, 6–1 |
| Перемога  | 1905 | Відкритий чемпіонат США з тенісу | Трава    | Голкомб Ворд     | Фред Александер Гаролд Гакет   | 6–4, 6–4, 6–1           |
| Перемога  | 1906 | Відкритий чемпіонат США з тенісу | Трава    | Голкомб Ворд     | Фред Александер Гаролд Гакет   | 6–3, 3–6, 6–3, 6–3      |
| Поразка   | 1907 | Вімблдонський турнір             | Трава    | Карл Бер         | Норман Брукс Ентоні Вілдінґ    | 4–6, 4–6, 2–6           |
| Поразка   | 1908 | Відкритий чемпіонат США з тенісу | Трава    | Реймонд Д. Літтл | Фред Александер Гаролд Гакет   | 1–6, 5–7, 2–6           |
| Поразка   | 1918 | Відкритий чемпіонат США з тенісу | Трава    | Фред Александер  | Вінсент Річардс Білл Тілден    | 3–6, 4–6, 6–3, 6–2, 2–6 |